# San Jorge (Honduras)
San Jorge è un comune dell'Honduras facente parte del dipartimento di Ocotepeque.
Il comune risulta come entità autonoma già nel censimento del 1887.